# Brachyuromys betsileoensis
Brachyuromys betsileoensis é uma espécie de roedor da família Nesomyidae.
É endêmica do leste-central de Madagáscar.